# Michael York
Michael York, OBE (właśc. Michael Hugh Johnson; ur. 27 marca 1942 w Fulmer) – angielski aktor filmowy, teatralny i telewizyjny oraz scenarzysta i producent filmowy. Otrzymał Order Imperium Brytyjskiego w klasie Oficera (OBE).

## Życiorys

### Wczesne lata
Urodził się w Fulmer, w Anglii jako syn Florence Edith May (z domu Chown), muzyczki, i Josepha Gwynne’a Johnsona, przedsiębiorcy i byłego oficera wojskowego oraz prezesa Marks & Spencer. Uczęszczał do Hurstpierpoint College w West Sussex i na University College w Oksfordzie.

### Kariera
Swoją karierę aktorską rozpoczął w 1956 od występu w przedstawieniu The Yellow Jacket. W 1959 zadebiutował na scenie West End w spektaklu szekspirowskim Hamlet. Po ukończeniu studiów na wydziale języka angielskiego na Uniwersytecie Oksfordzkim w Oksfordzie w 1964, odbył podróż z londyńskim National Youth Theatre i występował z w zespole dramatycznym Oxford University Dramatic Society i University College Players, a następnie ze szkockim Repertory Theatre w Dundee i londyńskim Royal National Theatre w sztuce Williama Shakespeare’a Wiele hałasu o nic (1965) w reżyserii Franco Zeffirelliego.
W kinie zadebiutował w holenderskim melodramacie Konfesje par miłosnych (Liefdesbekentenissen, 1967) oraz w adaptacjach szekspirowskich Franco Zeffirelliego – Poskromienie złośnicy (The Taming of the Shrew, 1967) z Elizabeth Taylor i Richardem Burtonem w niewielkiej roli Lucencja i Romeo i Julia (Romeo and Juliet, 1968]) jako Tybalt, krewny pani Capuleti. Zabłysnął rolą Jolyona w miniserialu BBC Saga rodu Forsyte’ów (The Forsyte Saga, 1967). Następnie został obsadzony w roli pełnego chęci do życia studenta Williama, który ginie w wypadku samochodowym w dramacie kryminalnym Wypadek (Accident, 1967). Oczarował publiczność i krytyków kreacją nieśmiałego smutnego nauczyciela języka angielskiego o homoseksualnych skłonnościach, obserwującego dekadencki Berlin w musicalu Boba Fosse Kabaret (Cabaret, 1972). Jego nieco chłopięca uroda sprawiła, że najchętniej obsadzano go w rolach nieco landrynkowatych kochanków lub romantycznych awanturników. Arcydziełem tego typu aktorstwa była postać sympatycznego acz niezbyt rozgarniętego D’Artagnana, najpierw działającego, później myślącego, zagrana została na granicy pastiszu w happeningowej ekranizacji Trzej muszkieterowie (The Three Musketeers, 1973) i sequelach Czterej muszkieterowie (The Four Musketeers, 1974), Powrót muszkieterów (The Return of the Musketeers, 1989) i telefilmie Muszkieterka (La Femme Musketeer, 2004).
Jako młody hrabia Andrenyi był jednym z ekscentrycznych pasażerów pociągu i jednym z uczestników zbiorowego morderstwa popełnionego w czasie podróży w adaptacji powieści Agathy Christie Morderstwo w Orient Expressie (Murder on the Orient Express, 1974). W komedii przygodowej Ostatni film o Legii Cudzoziemskiej (The Last Remake of Beau Geste, 1977) wystąpił jako jeden z braci bliźniaków, którzy przeżywają nieprawdopodobne komediowe przygody, dochodząc do życiowej i klasowej emancypacji. Jest aktorem wszechstronnym, o czym świadczy rola Jana Chrzciciela w biblijnym miniserialu Franco Zeffirelliego Jezus z Nazaretu (Jesus of Nazareth, 1977) czy postać zagubionego polskiego artysty-emigranta w dramacie Jerzego Skolimowskiego Sukces jest najlepszą zemstą (Success Is the Best Revenge, 1984).
Na małym ekranie był archeologiem w miniserialu Tajemnica Sahary (Il Segreto del Sahara, 1987), bogatym producentem szampana w ekranizacji bestsellerowej powieści Judith Krantz CBS Póki się znów nie spotkamy (Till We Meet Again, 1989), tajemniczym szpiegiem w dramacie telewizyjnym W upalny dzień (The Heat of the Day, 1989) i iście królewskim królem Karolem II w przygodowym Dama i rozbójnik (The Lady and the Highwayman, 1989). Za rolę Colina Rhome’a w serialu Los (The Lot, 2001) zdobył nominację do nagrody Emmy.
W 2002 roku odebrał nagrodę na czeskim Międzynarodowym Festiwalu Filmowym w Karlowych Warach. We wrześniu 2007 roku pojawił się jako gość specjalny w programie rozrywkowym TVP1 Przebojowa noc i zaśpiewał w duecie z Nataszą Urbańską piosenkę pt. Money, money, money... pochodzącą z filmu muzycznego Boba Fosse Kabaret. Był narratorem zrealizowanego w latach 2007–2008 fabularyzowanego dokumentu Świadectwo poświęconego Janowi Pawłowi II.
W filmie Młyn i krzyż (The Mill and the Cross, 2010) zagrał w Polsce. Sceny do tego filmu kręcono w Tarnowie, Dębnie, Wieliczce, w Jurze Krakowsko-Częstochowskiej; w Pieskowej Skale, Tenczynku w Olsztynie, w XIX wiecznej kuźni w Pszczynie oraz w Katowicach na terenie Międzynarodowych Targów Katowickich, gdzie został zbudowany blue box.

## Życie prywatne
27 marca 1968 poślubił fotografkę Patricię McCallum. W 2013 u Yorka zdiagnozowano rzadką i potencjalnie śmiertelną chorobę, amyloidozę (skrobiawicę). Lekarze myśleli początkowo o raku kości. W 2012 przeszedł przeszczep komórek macierzystych, które złagodziły objawy.

## Filmografia

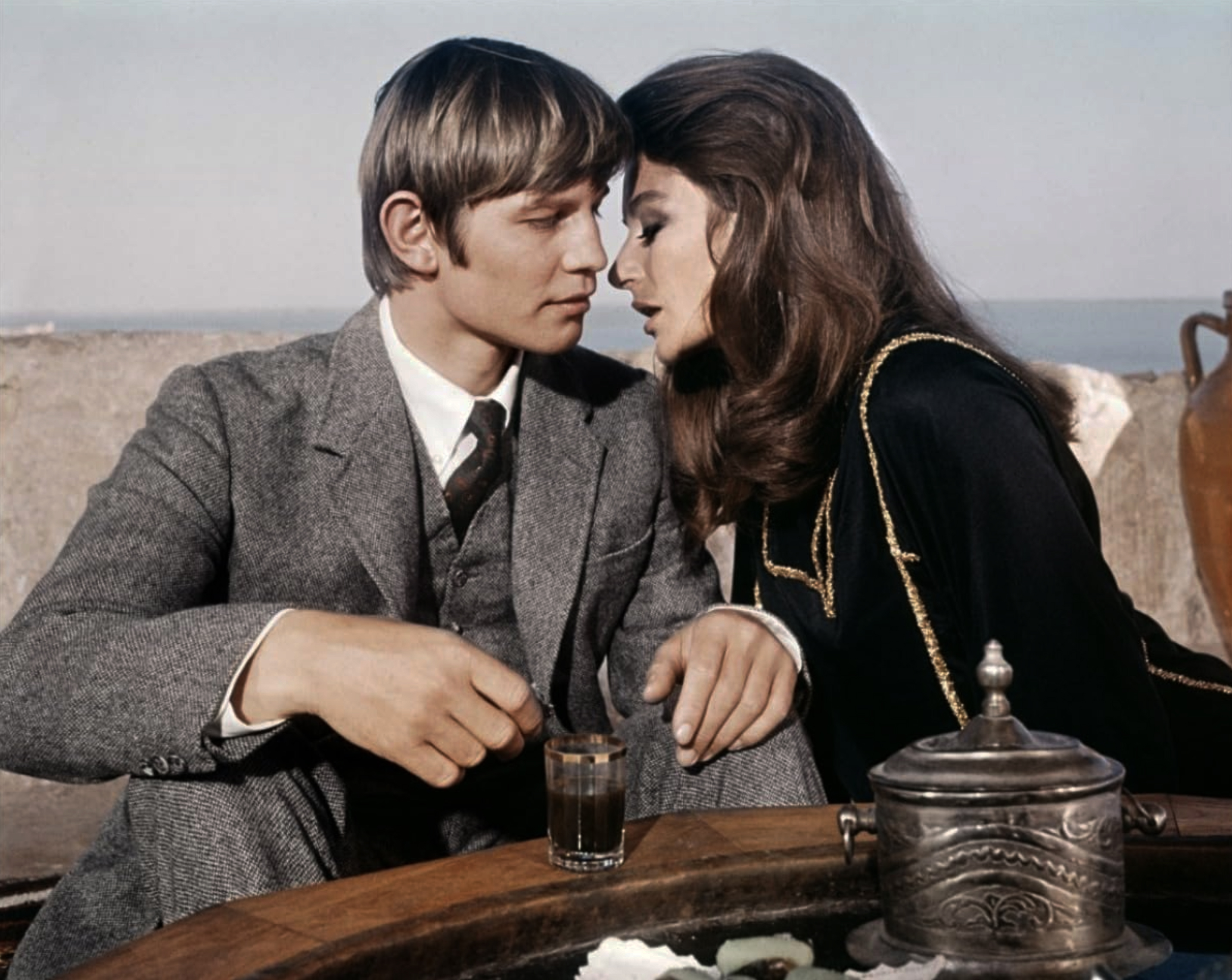
York i Anouk Aimée w filmie Justine (1969)

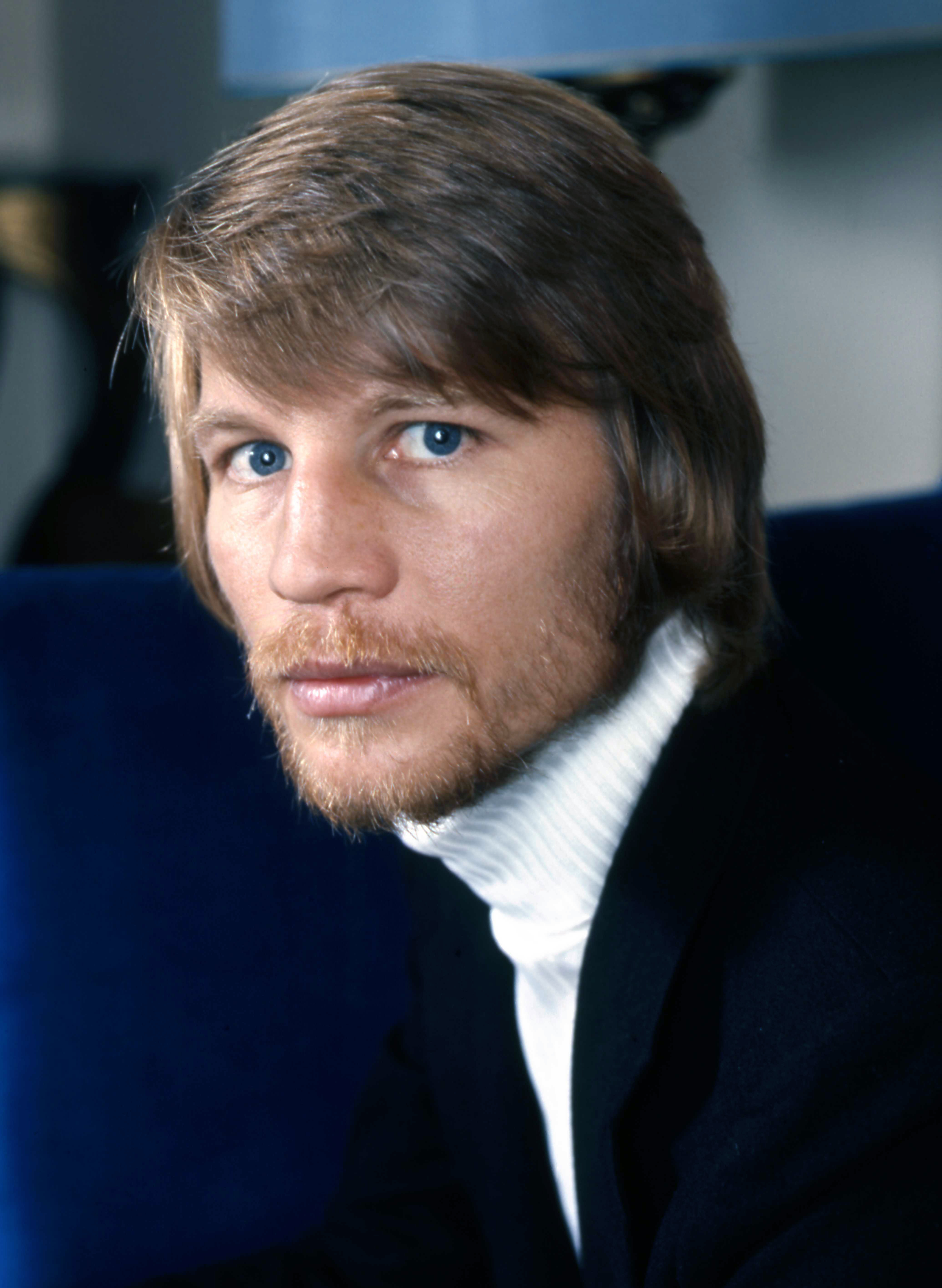
York w 1973 (fot. Allan Warren)

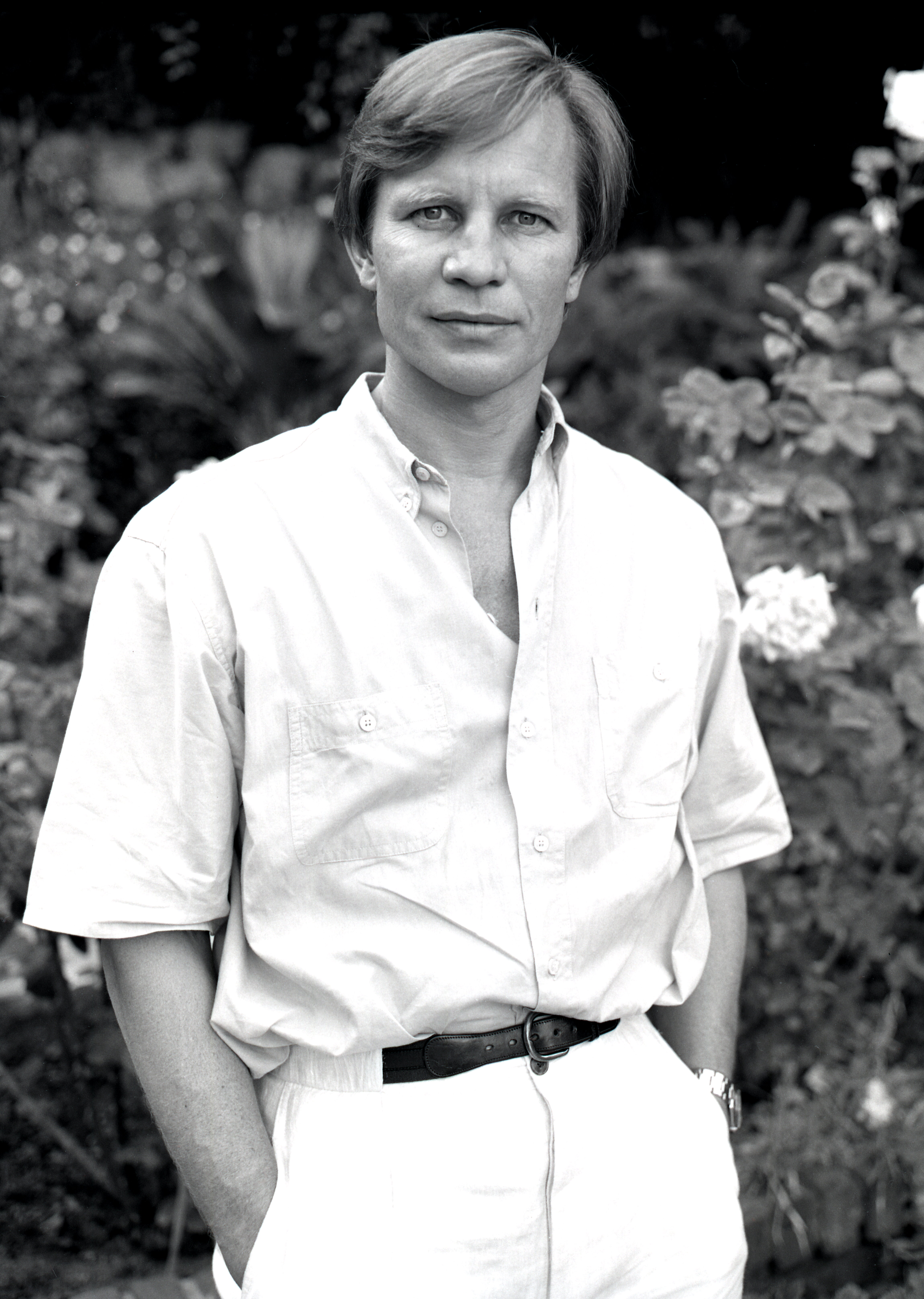
York w 1986

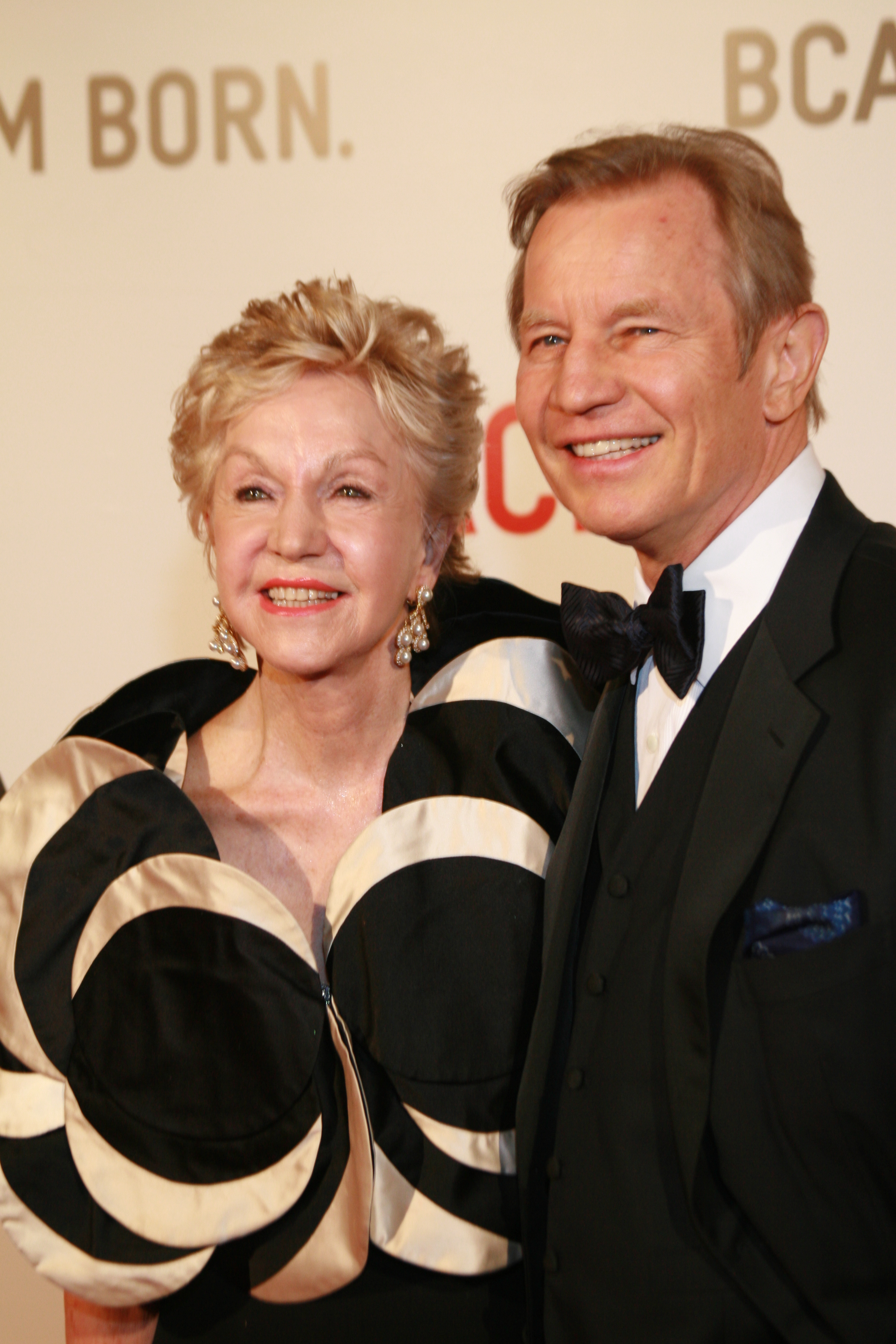
Patricia McCallum i York (2008)

### Filmy fabularne
- 1967: Konfesje par miłosnych (Liefdesbekentenissen) jako Peter
- 1967: Poskromienie złośnicy (The Taming of the Shrew) jako Lucentio
- 1967: Wypadek (Accident) jako William
- 1968: Romeo i Julia (Romeo and Juliet) jako Tybalt
- 1969: Justine jako Darley
- 1969: Guru (The Guru) jako Tom Pickle
- 1971: Operacja Zeppelin jako mjr. Jet
- 1972: Kabaret (Cabaret) jako Brian Roberts
- 1973: Zagubiony horyzont (Lost Horizon) jako George Conway
- 1973: Trzej muszkieterowie (The Three Musketeers) jako D’Artagnan
- 1974: Czterej muszkieterowie (The Four Musketeers) jako D’Artagnan
- 1974: Morderstwo w Orient Expressie (Murder on the Orient Express) jako hrabia Andrenyi
- 1976: Ucieczka Logana  (Logan's Run) jako Logan 5
- 1977: Wyspa doktora Moreau (The Island of Dr. Moreau) jako Braddock
- 1977: Ostatni film o Legii Cudzoziemskiej (The Last Remake of Beau Geste) jako Beau Geste
- 1978: Fedora jako Zichzelf
- 1984: Sukces jest najlepszą zemstą (Success Is the Best Revenge) jako Alex Rodak
- 1987: Kosmiczne jaja (Spaceballs) jako Ape #1 (głos)
- 1989: W upalny dzień (The Heat of the Day, TV)
- 1989: Powrót muszkieterów (The Return of the Musketeers) jako D’Artagnan
- 1989: Dama i rozbójnik (The Lady and the Highwayman, TV) jako Karol II Stuart
- 1993: Szerokie Morze Sargassowe (Wide Sargasso Sea) jako Paul Mason
- 1993: David Copperfield jako Edward Murdstone (głos)
- 1996: Rosamunde Pilcher: Wrzesień (September, TV) jako Edmund Aird
- 1996: Pierścionek (The Ring, TV) jako Walmar von Gotthard
- 1997: Un coup de baguette magique
- 1997: Austin Powers: Agent specjalnej troski (Austin Powers: International Man of Mistery) jako Basil Exposition
- 1997: Prawdziwe kobiety (True Women) jako Lewis Lawshe
- 1997: Opowieść wigilijna (A Chrismas Carol) jako Bob Cratchit (głos)
- 1998: Klub 54 (54) jako Ambasador
- 1998: Ści(ą)gany jako Hibbing Goodhue
- 1999: Austin Powers: Szpieg, który nie umiera nigdy (Austin Powers: The Spy Who Shagged Me) jako Basil Exposition
- 2002: Austin Powers i Złoty Członek (Austin Powers in Goldmember) jako Basil Exposition
- 2004: Muszkieterka (TV) jako D’Artagnan
- 2004: Liga Sprawiedliwych bez granic jako Ares
- 2004: Moskiewska gorączka (Moscow Heat) jako Roger Chambers
- 2008: Rosamunde Pilcher: Cztery pory roku - Lato w Endellion (Rosamunde Pilcher: Vier Jahreszeiten - Ein Sommer in Endellion, TV) jako Stephen Combe
- 2008: Świadectwo (Una vita con Carol) jako narrator
- 2009: Transformers: Zemsta upadłych (Transformers: Revenge of the Fallen) jako Prime
- 2010: Młyn i krzyż (The Mill and the Cross) jako Nicolaes Jonghelinck

### Seriale TV
- 1967: Saga rodu Forsyte’ów (The Forsyte Saga) jako Jolyon „Jolly” Forsyte
- 1977: Jezus z Nazaretu (Jesus of Nazareth) jako Jan Chrzciciel
- 1987: Tajemnica Sahary (Il Segreto del Sahara) jako Desmond Jordan
- 1987–1988: Knots Landing jako Charles Scott
- 1989: Póki się znów nie spotkamy (Till We Meet Again) jako Paul de Lancel
- 1996: Babilon 5 jako David „Król Arthur” McIntyre
- 1996: Opowieści z księgi cnót (Adventures from the Book of Virtues) jako Androcles / ksiądz (głos)
- 2001: Los (The Lot) jako Colin Rhome
- 2006: Super Robot Monkey Team Hyperforce Go! jako Mistrz Xan (głos)
- 2006, 2016–2020: Simpsonowie (The Simpsons) jako Mason Fairbanks
- 2006: Prawo i porządek: Zbrodniczy zamiar jako Bernard Fremont
- 2007: Wymiennicy jako agent G (głos)
- 2008: Ben 10: Obca potęga jako Patrick (głos)
- 2009: Gwiezdne wojny: Wojny klonów jako dr Nuvo Vindi (głos)
- 2010: Jak poznałem waszą matkę jako Jefferson Van Smoot
- 2010: Głowa rodziny jako mówca dokumentalny (głos)

## Odznaczenia
- Order Chorwackiej Jutrzenki w kategorii kultura (1995)[12]